# 自然門

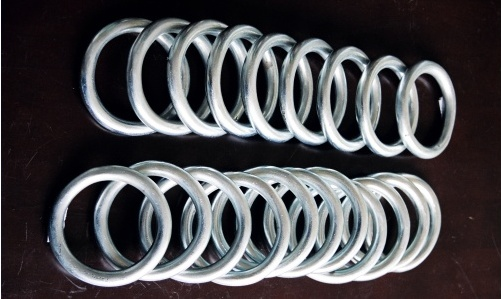
自然門リング

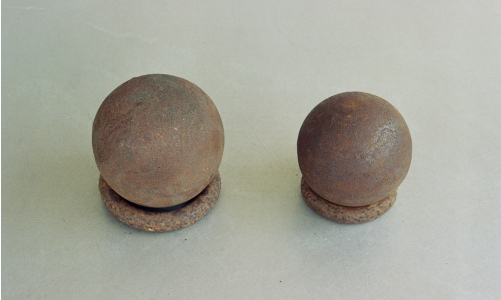
Metal balls used in Ziranmen.

自然門 (しぜんもん 、簡体字：自然门、繁体字：自然門、ピンイン：zìránmén、和製英語：shizen mon）は、中国武術のひとつ。自然門武術とも。

## 概要
自然門は、気功呼吸法と組み合わせて教えられる北方内家拳のスタイルである。この流派は、古代道教の哲学に基づいた徐矮子にその系譜があり、次の系譜を継ぐ杜心五は、当時中華民国の臨時大統領であった孫文の護衛を務めていた。杜は、長男の杜秀才と20世紀の著名な武術家である万籟声に「自然門」の知識を伝えた。

## 哲学
自然門は、古代道教の哲学、中国伝統医学、そして最も重要な陰陽の哲学に基づいています。身体的なトレーニング、気功、瞑想、戦闘テクニックを組み合わせたものである。自然門は、トレーニングを通じて、心の精神を高め、気の循環を整え、身体の感受性を発達させると言われる。修行者によれば、身体が調和していれば、健康で長生きできるとする。
自然門は、全身を使った連続攻撃で相手を圧倒することが大原則である。自然門は、屯（収縮）、屯（膨張）、傅（浮遊）、陳（沈没）の4つの技術を用いる。これらの技は、一般的に背骨の動きによって行われる。足の裏で軽く動き、急な方向転換を可能にするフットワーク（波足）でも知られる。

## 功夫

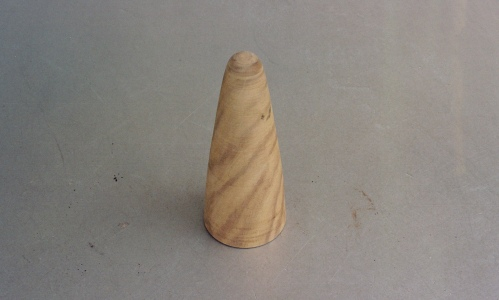
Wooden stake used for practice.

多くの内家拳とは異なり、自然門の初期訓練は厳しい肉体的な鍛錬に重点を置いており、内面的な側面は訓練の後半になって初めて明らかになる。このスタイルには80以上の延長形と数百の短い組み合わせ訓練がある。基本的な訓練方法は、手を順番に回転させる静的な運動で、杜心五は、腕と足に重りのついた砂袋を取り付けた木の杭の上でこの練習をしたと言われており、これによって彼は軽功（「軽身術」）を高度に発達させることができた。自然門の動きは自然な発達を強調している。
また、木の柱や砂袋、鉄球など、さまざまな道具で叩いたり叩かれたりする拝功という技法もある。これは、身体を鍛え、打撃力を高めることを目的とする。自然門に特有の道具として、石を積んだ木製のカートを押して動かす「押打車」がある。